# 路易吉·阿尔德罗万迪·马雷斯科蒂
路易吉·阿尔德罗万迪·马雷斯科蒂（義大利語：Luigi Aldrovandi Marescotti，1876年10月5日—1945年7月9日），是一位意大利外交官和政治家。
他于1897年毕业于博洛尼亚大学法律系，并于1900年通过外交官考试后担任驻外领事。马雷斯科蒂曾作为西德尼·桑尼诺总理的助手，被任命为参加巴黎和会的意大利代表团成员。他陆续在荷兰、保加利亚与埃及担任特命全权公使。他在1923年11月升任驻阿根廷大使，并于1926年3月至1929年12月转任驻德国大使 。
马雷斯科蒂于1939年至1944年期间被国王维托里奥·埃马努埃莱三世任命为意大利王国参议员。他在退休后曾出版过两本自传，以日记为基础内容涵盖第一次世界大战、战间期及第二次世界大战等在内的他所亲历的外交见闻与回忆。

## 著作
- Guerra diplomatica. Ricordi e frammenti di un diario (1914-1919) (1936)
- Nuovi ricordi e frammenti di diario (1938)

## 荣誉
圣莫里斯和拉撒路勋章
 意大利王冠骑士大十字勋章